# Quetzal (moneda)
El quetzal es la moneda de curso legal en Guatemala. Fue creada al emitirse la Ley Monetaria del 26 de noviembre de 1924 mediante el Decreto número 879, durante el gobierno de José María Orellana, año en que sustituyó al peso guatemalteco. El quetzal se divide en cien centavos. 
Cabe destacar que desde su nacimiento, la moneda estuvo diez centavos sobre el valor del dólar estadounidense. A mediados de los años 1980 bajó y se posicionó a la par del dólar y, en ese mismo decenio, sufrió otros cambios, llegando hasta principios de los 2000 a Q7 y Q8,30 por un dólar. No obstante, se recuperó en pocos meses, quedando estable desde entonces, en aproximadamente, Q7,65 por un dólar estadounidense, convirtiéndola en una de las primeras 30 unidades monetarias de Iberoamérica y del mundo. El quetzal, guarda el poder adquisitivo y tiene una estabilidad única en América Latina y en el mundo; considerando que la moneda fue creada en 1924 (época en que había pocos países independientes) y fue anterior a la Segunda Guerra Mundial, que provocó el surgimiento y desaparición de varios estados y por consecuencia de sus monedas; el quetzal se situaría entre las monedas más antiguas del planeta que no han sufrido una reconversión monetaria y que ha guardado su poder adquisitivo en el tiempo, comparado a otras monedas: el guaraní de Paraguay data de 1943, el lempira hondureño de 1931. En Argentina el peso estuvo hasta 1985 y luego continuó con el austral para pasar al peso nuevamente. En Brasil, el real desde 1994 que reemplazó al cruzeiro, mientras que Chile pasó del escudo al peso. México vivió una «revalorización» en 1993 surgiendo el nuevo peso. El bolívar de Venezuela sufrió una reconversión monetaria en 2008 y luego en el 2018. Perú pasó por la libra, el inti y volvió al sol en 1991. Ecuador abandonó el sucre por el dólar estadounidense en el año 2000.
En casi 100 años Guatemala ha mantenido una sólida macroeconomía y no ha sufrido las hiperinflaciones de sus vecinos latinoamericanos, como la de Nicaragua, Ecuador o Argentina.

## Historia
En 1898, recién instaurado el presidente Manuel Estrada Cabrera, se emite el Decreto número 589 mediante el cual se crea el Comité Bancario. En dicho decreto se establecía, en el artículo 1 «…con el objeto de hacer una emisión de billetes hasta la cantidad de $6 000 000, este comité tendrá la facultad de disponer de todo lo concerniente a la emisión, amortización y en su caso, cambio en efectivo de dichos billetes.» El comité fue formado por 6 bancos: Agrícola Hipotecario, Banco de Occidente, Banco Internacional, Banco Americano, Banco Colombiano y de Banco de Guatemala. La cantidad de billetes en circulación era exagerada y provocó una alta inflación que presionó la devaluación del peso guatemalteco. A partir de ello se crea la Caja Reguladora y junto a otras medidas se logró la estabilización del tipo de cambio. Esta fue una premisa para que el 26 de noviembre de 1924 se emitiera la Ley Monetaria mediante Decreto número 879. De acuerdo a la Ley Monetaria y de Conversión de ese año, el Banco Central de Guatemala era el único ente con potestad de emitir moneda, y en 1925 se acuñaron las monedas de 1 quetzal, ½ quetzal, ¼ de quetzal, 10 centavos y 5 centavos en plata, así como monedas de 1 centavo en aleación de cobre. En 1926 también se emitieron monedas de 20, 10 y 5 quetzales acuñadas en oro. 
En 1932 se introdujeron dos nuevas denominaciones, de ½ centavo y 2 centavos, cuya aleación fue de cobre y zinc.
El 15 de junio de 1946, se suscribe un acuerdo entre el antiguo Banco Central de Guatemala y el Gobierno de la República, por el cual, el primero cesaría en sus derechos relacionados con la emisión de billetes y acuñación de moneda. A partir de ahí, el derecho de emisión sería ejercido por el Estado a través del Banco de Guatemala, el cual debió asumir el pasivo correspondiente a los billetes en circulación y a los depósitos constituidos en el Banco Central de Guatemala.
El 15 de septiembre de 1948, el Banco de Guatemala emite sus primeros billetes en denominaciones de 50 centavos, así como en 1, 5, 10, 20 y, por primera vez, 100 quetzales. También continúa con la acuñación de monedas en valores de 25, 10, 5 y 1 centavo.
En 1964, bajo el mandato del coronel Enrique Peralta Azurdia se emitieron billetes de 50 centavos, 1, 5, 10, 20, 50, 100, 500 y 1000 quetzales.
El 1997 se emitió el Decreto número 139-96 del Congreso de la República, que contiene la nueva Ley de Especies Monetarias. En este decreto se regularon las nuevas características de las especies monetarias y se incluyó la posibilidad de emitir billetes de 200 quetzales.
La última modificación, en las características de las especies monetarias fue establecida mediante el Decreto número 92-98 del Congreso de la República, el cual reformó el diseño del reverso de la moneda de 1 quetzal, en conmemoración de la firma de los Acuerdos de Paz suscritos en 1996 entre el Gobierno de la República y la Unidad Revolucionaria Nacional Guatemalteca.

### En la actualidad
El Banco de Guatemala es el organismo económico responsable de la emisión de moneda. Actualmente, circulan monedas de 5, 10, 25 y 50 centavos de quetzal y de 1 quetzal. En lo que se refiere a papel moneda, circulan billetes de 1, 5, 10, 20, 50, 100 y 200 quetzales.
Desde hace más de 15 años, el quetzal se puede cambiar, comprar, o vender aproximadamente a Q7,50 por 1 dólar estadounidense, a Q9,25 por un euro o a Q10 por una libra esterlina, esas cifras varían muy poco según el día, tipo de cambio o algún acontecimiento de relevancia mundial.
En la actualidad, existen planes para introducir nuevas monedas de diferentes aleaciones que disminuyan los costes de producción de las mismas. El Banco de Guatemala anunció que las monedas plateadas (de 5 y 10 centavos) pasarían a fabricarse en acero en lugar de níquel y las monedas doradas (de 50 centavos y 1 quetzal) se fabricarían con acero chapado en latón. En ningún caso la apariencia física de las monedas se vería alterada, tan solo el peso de las mismas se vería disminuido.[cita requerida]

## Monedas
Las monedas actualmente en circulación comprenden los siguientes valores:
| Denominación | Imagen | Metal                                                            | Diseño del anverso                | Diseño del reverso                                                                  |
| ------------ | ------ | ---------------------------------------------------------------- | --------------------------------- | ----------------------------------------------------------------------------------- |
| 1 centavo    |        | Aluminio                                                         | Escudo nacional y año de emisión. | Fray Bartolomé de las Casas                                                         |
| 5 centavos   |        | Cupro-Níquel (hasta 2008) Acero revestido en Níquel (desde 2008) | Escudo nacional y año de emisión. | Ceiba pentandra (árbol nacional)                                                    |
| 10 centavos  |        | Cupro-Níquel (hasta 2008) Acero revestido en Níquel (desde 2008) | Escudo nacional y año de emisión. | Monolito de Quiriguá                                                                |
| 25 centavos  |        | Cupro-Níquel (hasta 2008) Acero revestido en Níquel (desde 2008) | Escudo nacional y año de emisión. | Retrato de perfil de María Concepción Ramírez Mendoza, mujer indígena de Guatemala. |
| 50 centavos  |        | Latón (hasta 2008) Acero revestido en Latón (desde 2008)         | Escudo nacional y año de emisión. | Monja Blanca (flor nacional)                                                        |
| 1 quetzal    |        | Latón (hasta 2008) Acero revestido en Latón (desde 2008)         | Escudo nacional y año de emisión. | Inscripción de la palabra «paz» como parte de una paloma estilizada.                |

### Conmemorativo
Esta moneda fue emitida en el año 2021 en conmemoración del bicentenario de la Independencia de Centroamérica.
| Denominación | Imagen | Metal         | Diseño del anverso                | Diseño del reverso                                                                                         |
| ------------ | ------ | ------------- | --------------------------------- | --- |
| 1 quetzal    |        | Plata y cobre | Escudo nacional y año de emisión. | Monumento a Atanasio Tzul. Inscripción del lema «BICENTENARIO DE LA INDEPENDENCIA DE GUATEMALA 1821-2021». |

## Billetes

### En circulación
| Valor         | Imagen | Anverso | Reverso | Color   |
| ------------- | ------ | --- | --- | ------- |
| 1 quetzal     |        | José María Orellana, presidente de la República de 1921 a 1926, en cuyo gobierno fue creada la moneda del quetzal.                                     | Edificio del Banco de Guatemala. | Verde   |
| 5 quetzales   |        | Justo Rufino Barrios, presidente de la República de 1873 a 1885. Reformador del país, cafetalero e impulsor de la Unión Centroamericana.               | Alegoría a la Educación en Guatemala. | Lila    |
| 10 quetzales  |        | Miguel García Granados, presidente de la República de 1871 a 1873. Impulsó la aprobación de los principales códigos y leyes en vigor durante un siglo. | Imagen de la Asamblea Legislativa de Guatemala en 1872. | Rojo    |
| 20 quetzales  |        | Mariano Gálvez, prócer de la Independencia y jefe del Estado de Guatemala en la Federación Centroamericana.                                            | Firma del Acta de Independencia de Centro América. | Azul    |
| 50 quetzales  |        | Carlos O. Zachrisson, Ministro de Hacienda y gestor de la Reforma Monetaria y Bancaria de 1923 a 1926.                                                 | Recolección del café. | Naranja |
| 100 quetzales |        | Francisco Marroquín, defensor de los indígenas y creador del Colegio Mayor.                                                                            | Primer edificio de la Universidad de San Carlos de Guatemala en la Antigua Guatemala.                                                                                    | Sepia   |
| 200 quetzales |        | Germán Alcántara, Mariano Valverde, Sebastián Hurtado, Maestros de la Marimba                                                                          | La nota de la melodía «La Flor del Café» de German Alcántara, la marimba crómatica de Sebastián Hurtado y la imagen de «Noche de Luna entre Ruinas» de Mariano Valverde. | Aqua    |

### Conmemorativo
Por el bicentenario de independencia de Guatemala, en septiembre de 2021 se emitió un billete conmemorativo. 
| Valor        | Imagen | Anverso | Reverso                                   | Colores |
| ------------ | ------ | --- | ----------------------------------------- | ------- |
| 20 quetzales |        | Mariano Gálvez, prócer de la Independencia y jefe del Estado de Guatemala en la Federación Centroamericana junto al Real Palacio de la Nueva Guatemala de la Asunción. | Firma de independencia de América Central | Azul    |

### Fuera de circulación
El billete de cincuenta centavos de quetzal se encuentra fuera de circulación, pero aún tiene valor.
| Valor       | Imagen | Anverso | Reverso         | Colores |
| ----------- | ------ | --- | --------------- | ------- |
| 50 centavos |        | Tecún Umán, personaje del folclor guatemalteco, a quien se le atribuye haber luchado en contra de Pedro de Alvarado. | Templo de Tikal | Café    |